# Murder in the First (serie de televisión)
Murder in the First (Asesinato en primer grado en España) es una serie de televisión estadounidense que se transmite por TNT. La serie fue creada por Steven Bochco y Eric Lodal, y es protagonizada por Taye Diggs y Kathleen Robertson. Establecida en San Francisco, la serie sigue un caso de homicidio en toda la temporada. TNT estableció 10 episodios el 19 de septiembre de 2013, y se estrenó el 9 de junio de 2014.

## Premisa
Los detectives de homicidio de San Francisco Terry English y Hildy Mulligan investigan lo que parece ser dos asesinatos no relacionados. Luego, ambos descubren que las víctimas tienen relación con Erich Blunt.

## Elenco y personajes

### Primera temporada
- Taye Diggs como el Inspector Terrence "Terry" English: un detective de homicidios lidiando con la muerte de su esposa.
- Kathleen Robertson como la Inspectora Hildy Mulligan: una detective y madre soltera.
- Nicole Ari Parker como la Abogada Sonia Pérez.
- Currie Graham como Mario Seletti.
- Steven Weber como Bill Wilkerson: un viejo amigo y piloto de Erich Blunt.
- Tom Felton como Erich Blunt: un prodigio de Silicon Valley.
- James Cromwell como Warren Daniels: abogado de Blunt, recomendado por Hertzberg.
- Richard Schiff como David Hertzberg: como abogado personal de Blunt.
- Mimi Kirkland como Louise Mulligan: hija de seis años de Hildy.
- Raphael Sbarge como el Inspector David Molk.
- Lombardo Boyar como el Inspector Edgar Navarro: inspector de homicidios, compañero de Molk.
- Ian Anthony Dale como Teniente Jim Koto.
- Bess Rous como Ivana West.

### Segunda temporada
- Taye Diggs como el Inspector Terrence "Terry" English: un detective de homicidios.
- Kathleen Robertson como la Inspectora Hildy Mulligan: una detective y madre soltera.
- Emmanuelle Chriqui como Raffaella "Raffi" Veracruz: agente.
- Ian Anthony Dale como Teniente Jim Koto.
- A.J. Buckely como Marty "Junior" McCormack: el hermano de Hildy que suele tener deudas de juego.
- Laila Robins como Jamie Nelson: la abogada de Dustin Maker
- Mateus Ward como Dustin Maker: asesino adolescente, uno de los responsables de la matanza del autobús
- Jimmy Bennet como Alfie Rentman: asesino adolescente, uno de los responsables de la matanza del autobús
- Mo McRae como Anthony "Suger" Cascade.
- George Cheung como Andy Chan: mafioso ruso que sivaliza con Suger
- Raphael Sbarge como el Inspector David Molk.
- Lombardo Boyar como el Inspector Edgar Navarro: inspector de homicidios, compañero de Molk.
- Jade Tailor como Alissa: una streaper que tiene un rollo con Molk
- Mimi Kirkland como Louise Mulligan: hija de seis años de Hildy.